# 阿太魮
阿太魮（学名：Barbus atakorensis）為輻鰭魚綱鯉形目鯉科的其中一個種。分布於非洲迦納、貝南、多哥及奈及利亞，本魚中凸的背面輪廓，吻部觸鬚短，不被延伸到眼中央的在後部。側部的鱗片有黑色邊緣，體具黑色的縱向條紋，背鰭軟條10枚；臀鰭軟條8枚，體長可達3.6公分。

## 扩展阅读
維基物種上的相關：阿太魮